# ارگولین
مشتقات ارگولین (به انگلیسی: Ergoline) به گروه وسیعی از ترکیبات شیمیایی گفته می‌شود که ساختار مشابه آلکالوئید ارگولین دارند.
مشتقات ارگولین به صورت بالینی برای اثر انقباض عروق مورد استفاده قرار می‌گیرند. همچنین به همراه کافئین، برای درمان میگرن و پارکینسون به کار می‌روند.
بعضی از آلکالوئیدهای ارگولین در قارچ ناخنک غلات (ارگوت) یافت می‌شوند و می‌توانند سبب بیماری ارگوتیسم شوند.
بعضی جز ترکیبات روان‌گردان مانند ال‌اس‌دی هستند.
بعضی نیز آلکالوئیدهای موجود در رز چوبین هاوایی و نیلوفر پیچ و گونه‌های مشابه هستند که اثرات مشابه ال‌اس‌دی دارند.